# Ceona Amazon
Le Ceona Amazon est un navire poseur de canalisations initialement construit pour la société britannique Ceona Service et qui appartient désormais à la société offshore McDermott International (en) basée à Houston. Il navigue sous pavillon de Gibraltar et son port d'attache est Gibraltar.

## Spécifications techniques
La coque a été créée au chantier naval polonais CRIST Offshore à Gdynia. Le navire de 199,4 mètres de long est propulsé par un système diesel-électrique. Il se compose de six moteurs diesel MAN SE qui entraînent des groupes électrogènes d'une puissance totale de 28.000 kW. Pour le système de propulsion, trois propulseurs azimutaux de poupe d'une puissance de 3.500 kW chacun, trois propulseurs d'étrave escamotables d'une puissance de 2.400 kW et un propulseur d'étrave tunnel d'une puissance de 1.800 kW ont été installés. La vitesse de service est de 12 noeuds. Le navire dispose de 16 cabines simples et 92 cabines doubles disponibles pour accueillir les 200 personnes (équipage et personnel de service pour la pose des canalisations).

## Autres équipements

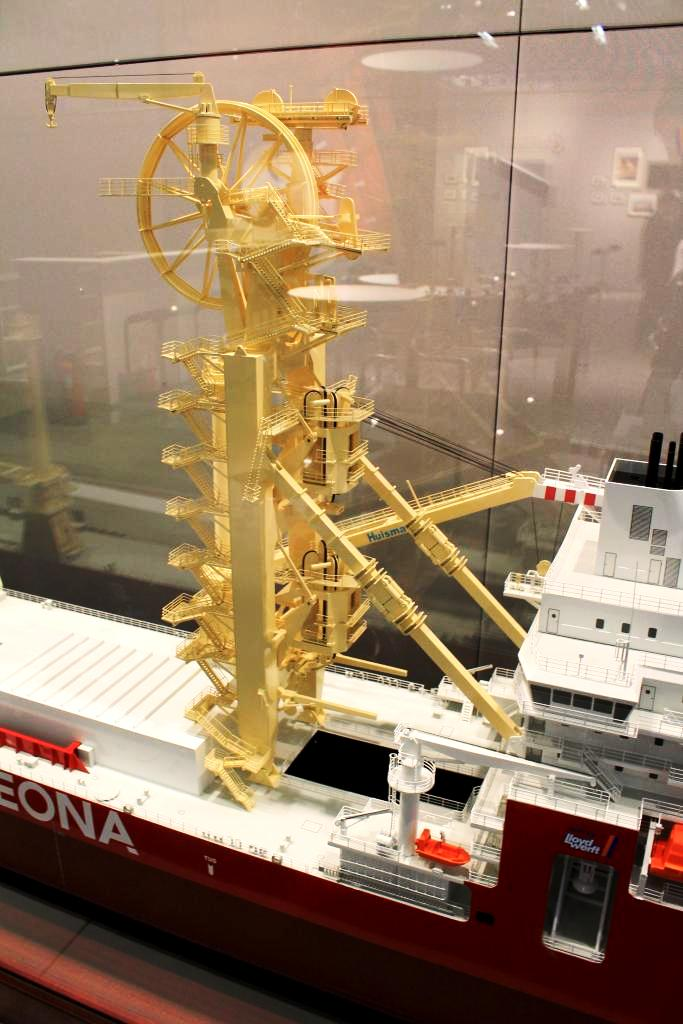
Maquette du Ceona Amazon au SMM 2014, vue sur la tour de pose et la zone de chargement

Le navire est équipé d'installations spéciales pour la pose de canalisations; environ 5.500 tonnes de matériau de canalisation peuvent être rangées sous le pont et environ 3.000 tonnes de matériau de canalisation sur le pont de 4.600 m². Il y a un hélipad pour hélicoptères de type Sikorsky S-92 sur le pont avant, et il dispose de deux sous-marins télécommandés (ROV), capables d'effectuer des tâches à des profondeurs allant jusqu'à 3.000 mètres.  
Il existe également deux grues lourdes de 400 tonnes à compensation de l'état de la mer, qui sont complétées par une grue à flèche articulée de 30 tonnes. Ils sont utilisés pour le transbordement, la pose de canalisations et l'installation de grands systèmes sous-marins jusqu'à des profondeurs d'eau de 3;000 mètres. Un système de positionnement dynamique est disponible pour la pose de canalisations et les travaux de grue offshore.

## Pose de tuyaux

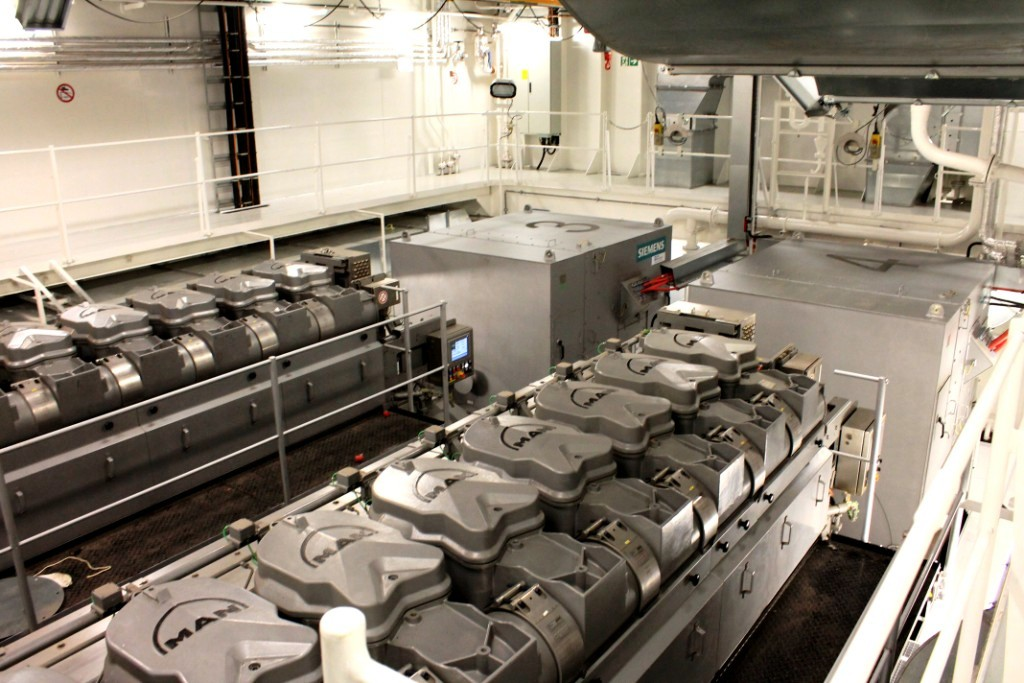
Vue de la salle des machines sur deux des six moteurs principaux

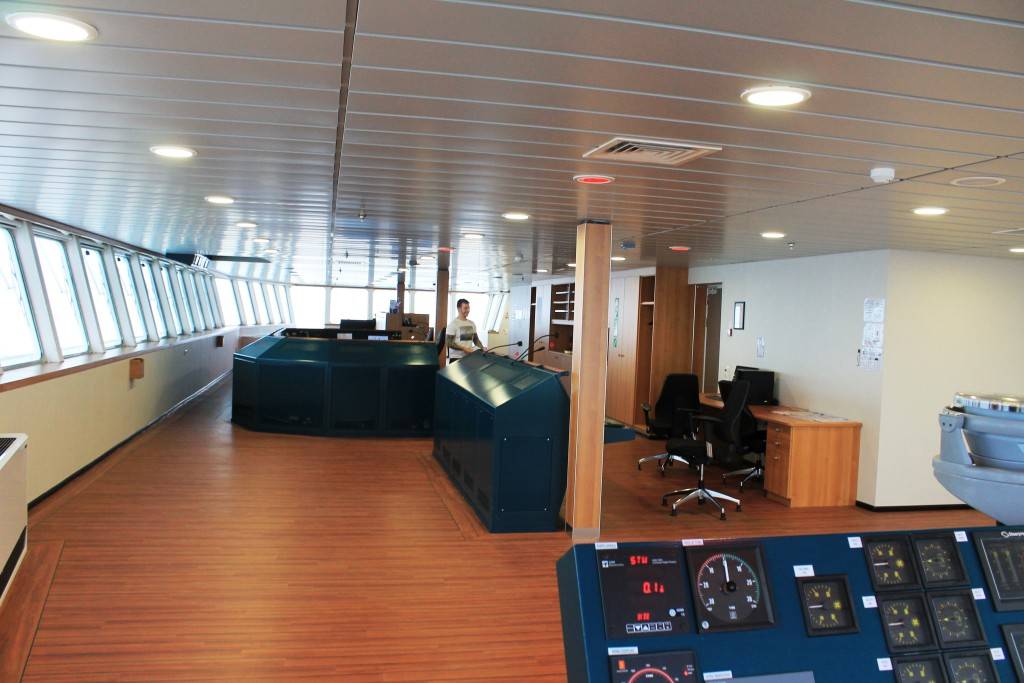
Vue du pont

Il existe deux méthodes de base pour la pose de conduites sous-marines, une méthode de pose pour les eaux peu profondes et la méthode de pose J-Lay pour les grandes profondeurs d'eau. Avec de petits diamètres de tuyau, le pipeline peut être déroulé à partir d'une grande bobine.

## Actuel
La société offshore Ceona, fondée en 2012 par le propriétaire majoritaire Goldman Sachs Capital Partner, a déposé son bilan à l'été 2015. Au printemps 2017, la société offshore McDermott, basée à Houston, qui exploite un plus petit navire poseur de canalisations, le Lay Vessel North Ocean 105, a acquis Ceona Amazon .

## Galerie

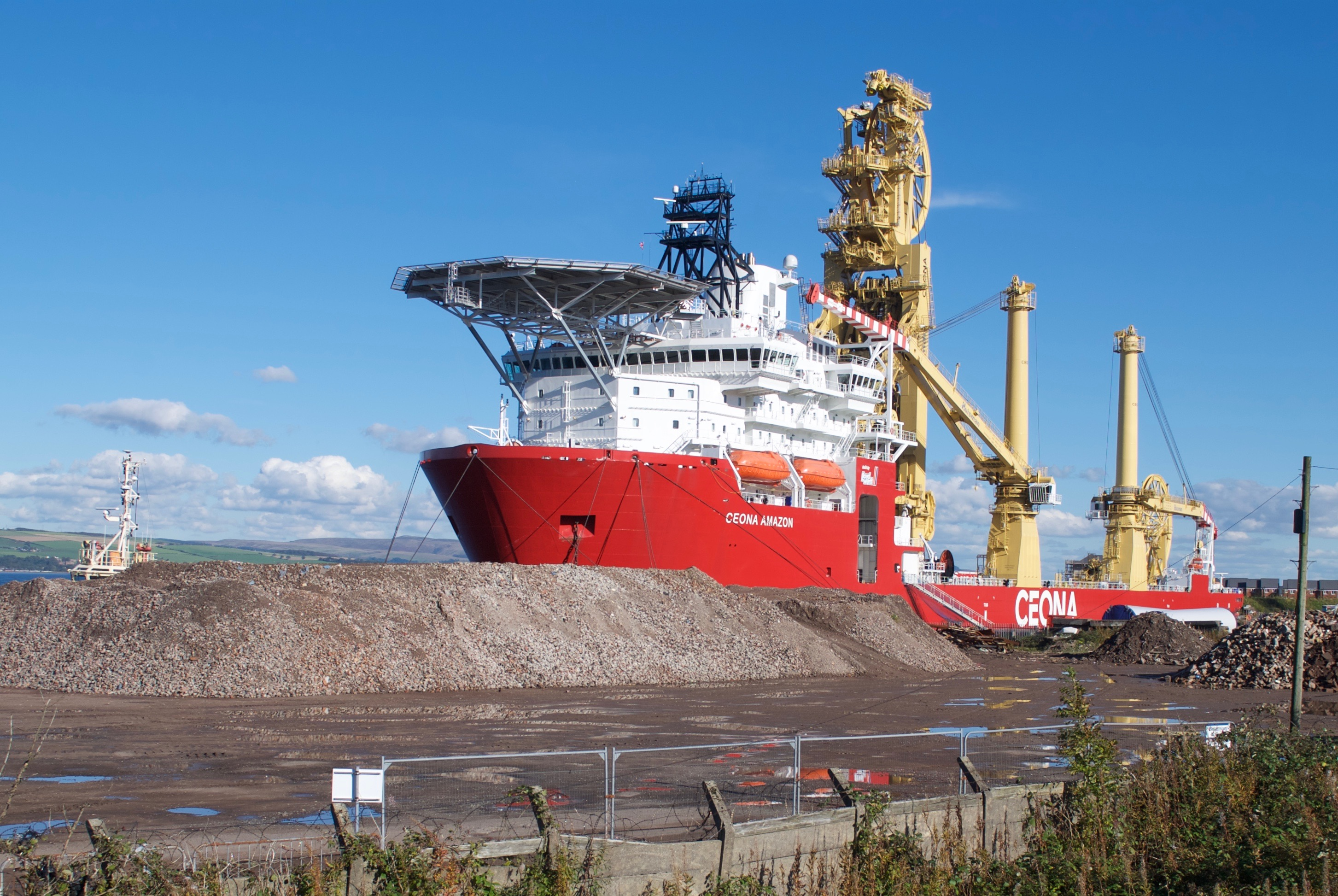
Amazon à Greenock en 2016
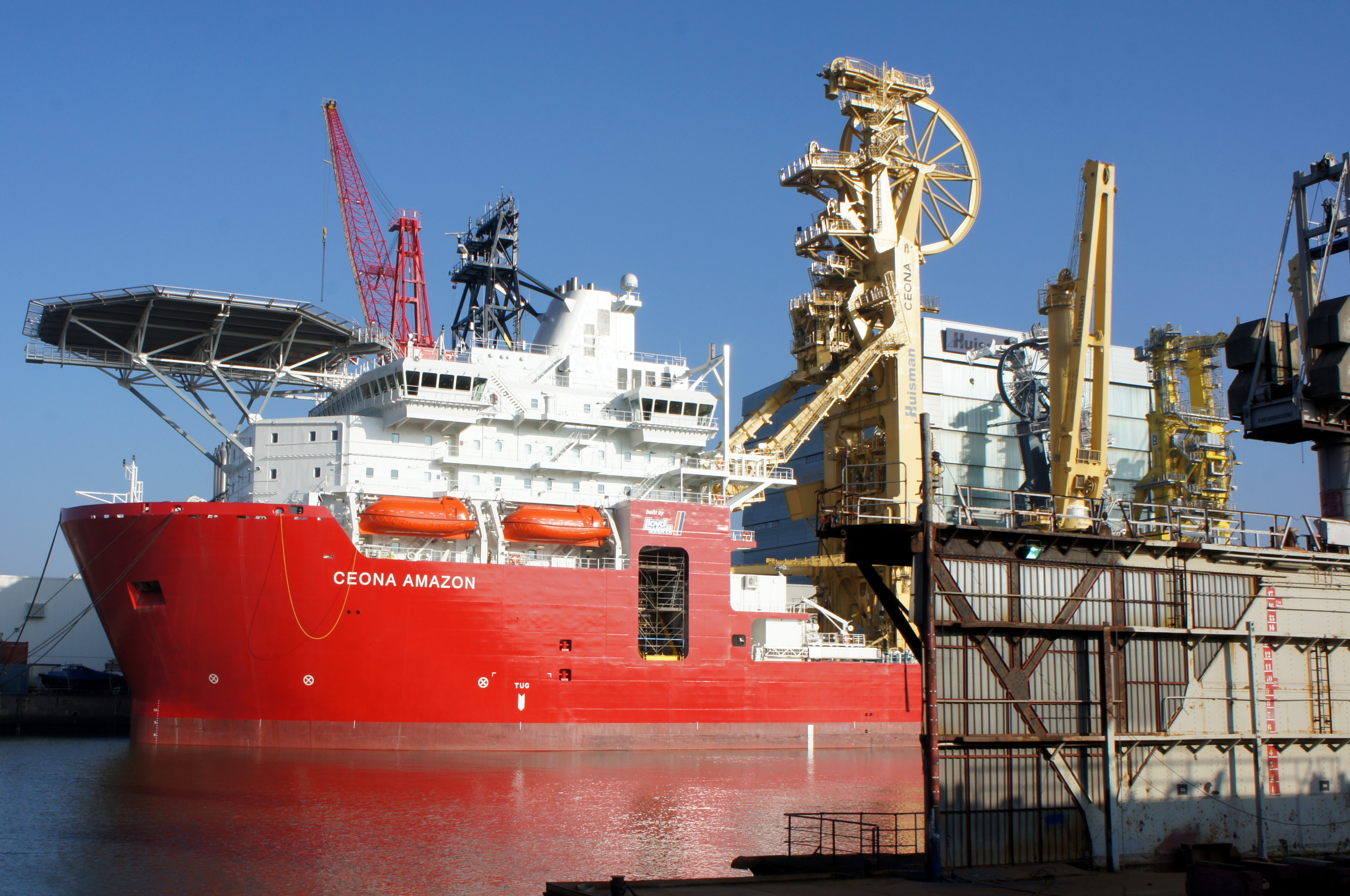
Amazon à Rotterdam en 2015
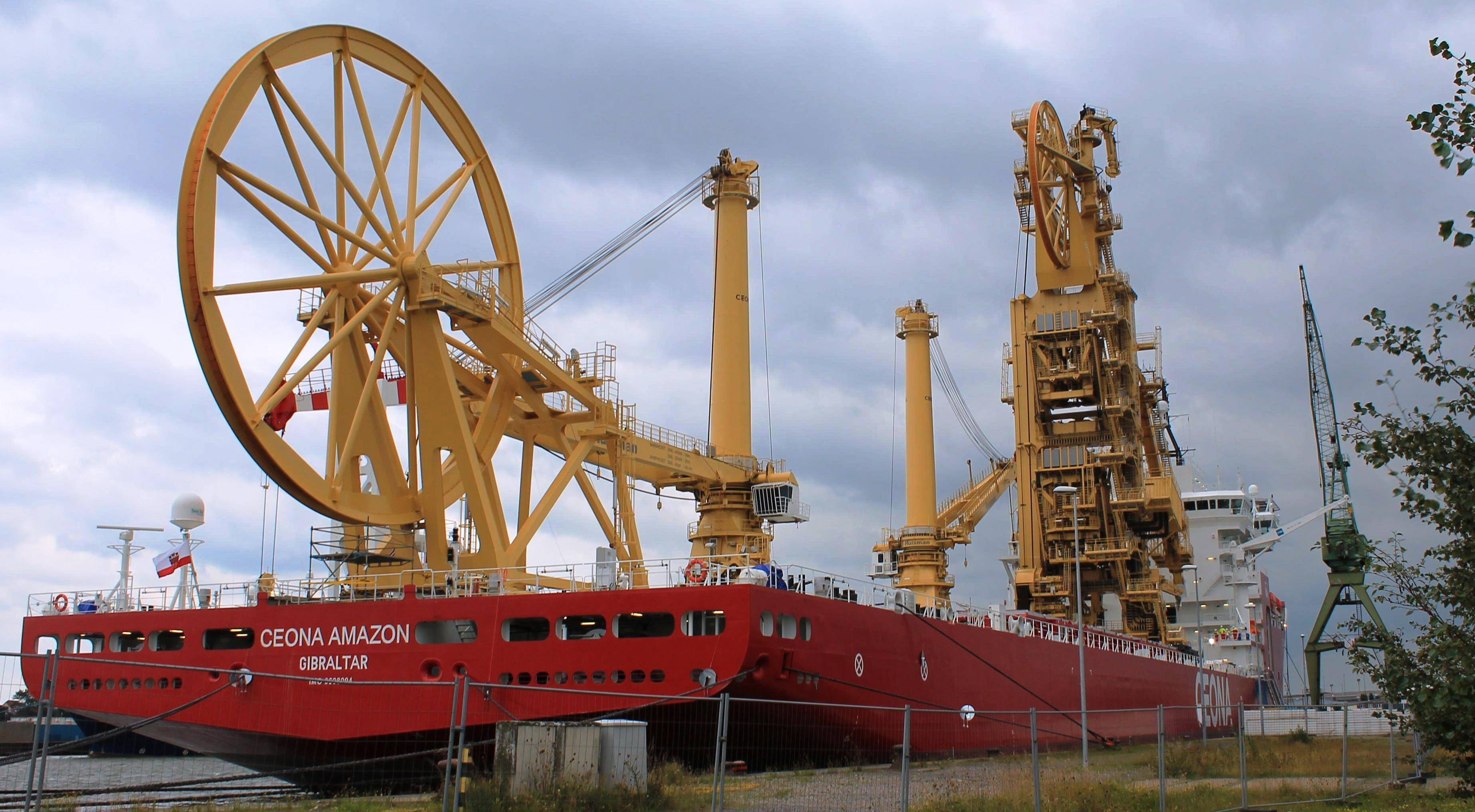
Amazon, vue arrière

### Articles externes
- Amazon (Ceona) - Site marinetraffic